# Golfpark Rotterdam
Golfpark Rotterdam, onderdeel van de Hollandsche Golfclub is een in aanbouw zijnde golfcomplex in de Rotterdamse stadsdeel Overschie, ten westen van de rivier de Schie. Het project omvat een 18‑holes baan en een 9‑holes shortgolfbaan (samen 27 holes). De officiële opening staat gepland voor 2025.

## Geschiedenis

### Planningsfase (2000–2007)
Begin jaren 2000 onderzochten projectontwikkelaar ProGolf en de gemeente Rotterdam de mogelijkheid om de noordpunt van de Oost‑Abtspolder te herbestemmen tot recreatief gebied met een golfbaan. In 2007 verscheen een milieueffectrapportage (MER) waarin bodemkwaliteit en geluidshinder werden beoordeeld.

### Vergunningen en vertraging (2008–2015)
Een provinciaal persbericht uit 2008 voorspelde een bouwstart in 2009, maar bezwaren over verkeer, natuurwaarden en de nabijheid van Rotterdam The Hague Airport leidden tot procedures bij de Raad van State, waardoor het project jarenlang stillag.

### Stilstand en gedeeltelijke grondwerken (2016–2022)
In 2016 werden de eerste heuvelcontouren (“shaping”) aangelegd, maar wegens financieringsproblemen kwam de bouw opnieuw stil te liggen.

### Doorstart na overname (2023–heden)
Ondernemer Hans Schaap kocht in september 2023 alle aandelen via de Hollandsche Golfbaanexploitatiemaatschappij (HGE). Kort daarop werden de laatste vergunningen afgegeven, en op 8 augustus 2024 ging de aanleg officieel van start. De eerste negen holes worden op 29 augustus 2025 feestelijk geopend; de volledige 27 holes eind 2026.
In mei 2025 startte Golf.nl, het officiële platform van de Koninklijke Nederlandse Golf Federatie (NGF), een tweejarig traject om Golfpark Rotterdam in de ontwikkelfase te volgen. Met dit redactionele project wil Golf.nl inzicht geven in de ontwikkeling van een golfbaan in de praktijk, van inrichting tot onderhoud en spelplezier.

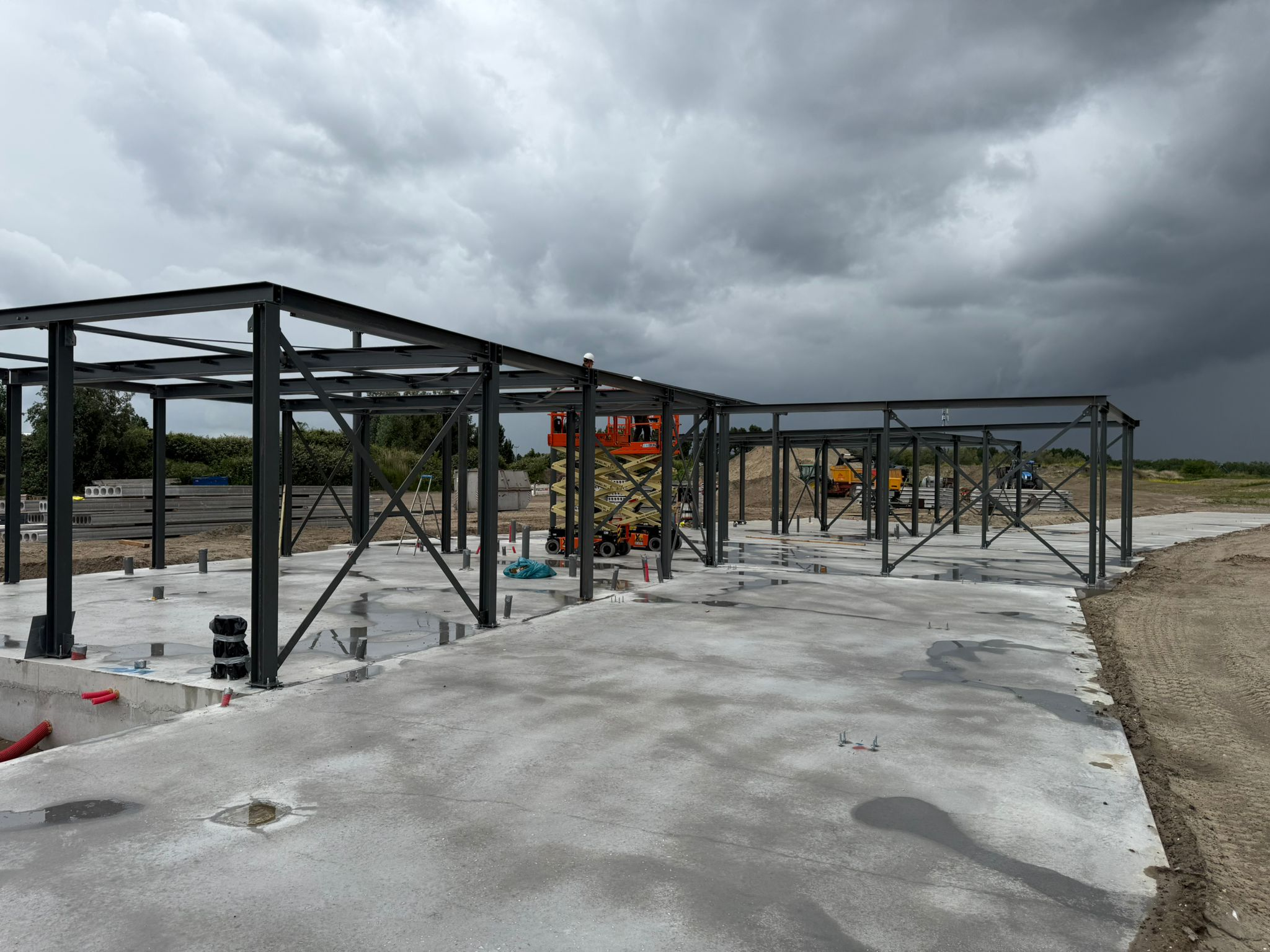
Ontwikkeling driving range/tijdelijk clubhuis Golfpark Rotterdam

## Baanontwerp en faciliteiten
Golfbaanarchitect Bruno Steensels (Mastergolf International) ontwierp een inland links style baan met uitzicht op opstijgende vliegtuigen.
- Championshipcourse (18 holes) – par 72, ca. 6.200 m
- Shortcourse (9 holes) – par 27
- Overdekte driving range, short‑game‑area en putting‑greens
- Clubhuis met horeca, pro‑shop en dakterras
- Duurzaam regenwateropvang‑ en irrigatiesysteem

## Toernooien
Er zijn nog geen professionele toernooien aangekondigd, maar de exploitant wil op termijn regionale en nationale amateurwedstrijden huisvesten.

## Bereikbaarheid
Het complex ligt bij de A13 en op ca. 1 km van Rotterdam The Hague Airport. RET‑buslijn 33 (halte Vareseweg) stopt nabij de ingang. Er is ruime parkeergelegenheid voor auto’s en fietsen.